# El Maestro

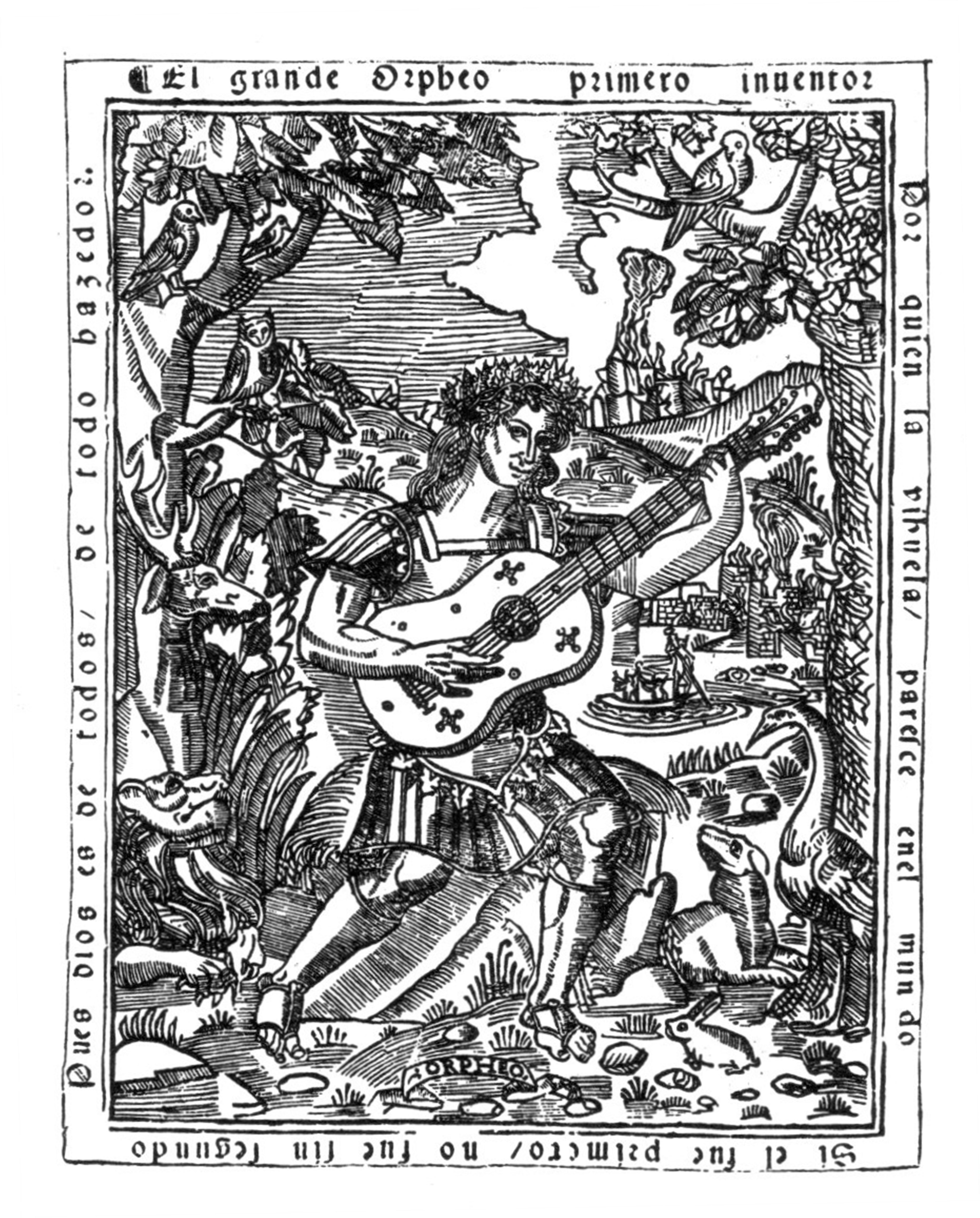
El Maestro.

El Libro de música de vihuela de mano intitulado El Maestro, també conegut simplement com a El Maestro, és un llibre de peces per a virola sola i virola de cant, publicat el 1536 a València, pel compositor i virolista Lluís del Milà.
El llibre va ser concebut com un manual per a la interpretació de la viola de mà, amb una part didàctica acompanyada d'un conjunt de tablatures per a viola de mà i per a peces vocals. La compilació conté formes exclusivament instrumentals: les fantasies, tientos i pavanes, i peces per a veu i viola de mà: villancets (en castellà i portuguès), romanços (en castellà) i sonets del Petrarca (en italià). Tècnicament es caracteritza per la combinació d'homofonia i polifonia, l'alternança de passatges lents i ràpids i un interès especial per explorar les possibilitats de l'instrument, sobretot en el terreny de la improvisació. Aquestes peculiaritats, a més de la seva gran qualitat, han atret l'atenció dels intèrprets i musicòlegs contemporanis.

## Descripció
Segons figura a la portada, el llibre va ser publicat a 1535, però, al colofó, s'afirma que la impressió va ser acabada el desembre de 1536.
Al començament del llibre i abans de la música, trobem els següents elements:
- El Pròleg, amb una dedicatòria al rei Joan III de Portugal.
- La Declaració del llibre, on Milà recorda els requisits que ha de reunir l'aspirant a violista: coneixement del cant d'orgue, l'afinació de la viola, el gruix de les cordes, etc.
- La Declaració particular, que explica la notació musical emprada en la viola, és a dir la xifra

Després de la música, trobem un epígraf titulat: Inteligencia y declaración de los tonos que en la música de canto figurado se usan, on s'explica de forma molt clara, la teoria modal.

## Obres
A diferència d'altres llibres per a viola de mà publicats a la mateixa època, El Maestro no conté adaptacions d'obres vocals polifòniques. Totes les peces són, per tant, originals de Milà. És una obra de caràcter didàctic, com pot deduir del seu títol, en què la dificultat de les peces va augmentant conforme avancem en el llibre.
L'obra constitueix la col·lecció ibèrica més antiga de música instrumental i acompanyada de cant que ha sobreviscut i és la primera obra impresa a la península on la música apareix en tabulatura. La notació en tabulatura emprada segueix el model de les tablatures napolitanes, amb la corda més aguda en la posició més alta. En les obres que inclouen cant, aquest apareix anotat en la tabulatura en color vermell. Va ser també la primera obra que va proporcionar indicacions del tempo en la música.
Deu dels dotze villancets apareixen en dues versions, una on la part vocal és cantada amb ornaments com a "trencaments" i "glosses", i una altra on no apareixen com a ornaments però a la part de la viola se li han afegit ràpides disminucions.
L'obra està dividida en dos llibres i conté:
- Obres per a virola sola:
  - 40 fantasies
  - 6 pavanes
  - 4 tientos
- Obres per a cant i virola:
  - 12 villancets, 6 en castellà i 6 en portuguès
  - 4 romanços, en castellà
  - 6 sonets, en italià

Cadascuna de les peces està precedida per una breu "declaració o regla" amb diverses explicacions sobre l'aire, el to, o si és una composició vocal, sobre l'ornamentació de la melodia. A continuació s'inclou la llista de les obres. Els codis en la columna d'Enregistraments s'especifiquen més a baix, en la secció de "Discografia".
| Núm      | Obra                                                   | Gènere Musical        | Enregistraments                                                                     |
| Libro I  |                                                        |                       |                                                                                     |
| -------- | ------------------------------------------------------ | --------------------- | ----------------------------------------------------------------------------------- |
| 1        | Fantasia I                                             | fantasia              | JMM, LON, SAV, FRE, CAV, RUM, MAR, LAU, BUN, MTO                                    |
| 2        | Fantasia II                                            | fantasia              | LON, FRE, RUM, MAR                                                                  |
| 3        | Fantasia III                                           | fantasia              | JMM, LON, FRE, WIL, ABT, MAR, MTO, DEL                                              |
| 4        | Fantasia IV                                            | fantasia              | JMM, FRE, RIV, ABT, MAR                                                             |
| 5        | Fantasia V                                             | fantasia              | LON, SAV, FRE, WIL, ABT, MAR                                                        |
| 6        | Fantasia VI                                            | fantasia              | KHE, LON, FRE, RIV, ABT, MAR                                                        |
| 7        | Fantasia VII                                           | fantasia              | FRE, WIL, MAR                                                                       |
| 8        | Fantasia VIII                                          | fantasia              | SMI, JMM, LON, SAV, FRE, CRC, CAV, OLA, RUM, ABT, JOR, MAR, BRE, ROL, LAU, MTO, DEL |
| 9        | Fantasia IX                                            | fantasia              | LON, SAV, FRE, MAR, BRE, DEL                                                        |
| 10       | Fantasia X                                             | fantasia              | SMI, JMM, LON, GOT, SAV, FRE, RAG, WIL, ABT, MAR, IAD, NIS, MTL, DEL                |
| 11       | Fantasia XI                                            | fantasia              | SMI, JMM, LON, EMC, INS, SAV, FRE, CAV, RIV, RAG, SOL, MAR, IAD, WAL, ROL, LAU, MTO |
| 12       | Fantasia XII                                           | fantasia              | SMI, JMM, KHE, LON, GOT, SAV, FRE, CAV, RAG, MAR                                    |
| 13       | Fantasia XIII                                          | fantasia              | SMI, FRE, DEL                                                                       |
| 14       | Fantasia XIV                                           | fantasia              | KHE, LON                                                                            |
| 15       | Fantasia XV                                            | fantasia              | SMI, NIS                                                                            |
| 16       | Fantasia XVI                                           | fantasia              | SMI, RAG, BRE, PEP                                                                  |
| 17       | Fantasia XVII                                          | fantasia              |                                                                                     |
| 18       | Fantasia XVIII                                         | fantasia              | SMI, JMM, LON, GOT, RIV, WIL                                                        |
| 19       | Fantasia XIX                                           | fantasia              | SAV                                                                                 |
| 20       | Fantasia XX                                            | fantasia              |                                                                                     |
| 21       | Fantasia XXI                                           | fantasia              | WIL                                                                                 |
| 22       | Fantasia XXII                                          | fantasia              | SMI, JMM, LON, JUL, IAD, FIS, BRE, MTO                                              |
| 23       | Pavana I                                               | pavana                | SMI, JMM, KHE, LON, SAV, CUE, RAG, ULS, BRE, SEG, LAU, GRC                          |
| 24       | Pavana II                                              | pavana                | JMM, LON, SAV, GUI, PLA, CUE, RIV, RAG, ULS, CRC, SEG, MTO                          |
| 25       | Pavana III                                             | pavana                | SMI, JMM, LON, SAV, CUE, RAG, AMB, SEG, SEG, ROM                                    |
| 26       | Pavana IV                                              | pavana                | SMI, JMM, LON, CAV, RIV, RAG, JOR, BRE, REC, SEG, LAU, FLA, ROM                     |
| 27       | Pavana V: Que la bella franceschina                    | pavana                | SMI, JMM, LON, SAV, CAV, PLA, RIV, RAG, WIL, SOL, BRE, MAE, SEG, FLA                |
| 28       | Pavana VI                                              | pavana                | JMM, KHE, LON, PLA, RIV, RAG, SOL, ORP, CRC, SAV, BRE, REC, MAE, SEG, ROM, MTO      |
| 29       | Toda mi vida hos ame (2 versions)                      | villancet (castellà)  | KHE, BER, PAN                                                                       |
| 30       | Sospiro una señora (2 versions)                        | villancet (castellà)  | KHE, CUE                                                                            |
| 31       | Agora viniesse un viento                               | villancet (castellà)  | SMM, KHE, LON                                                                       |
| 32       | Quien amores ten a fin (2 versions)                    | villancet (portuguès) | SMM, KHE, CAV, GAR, CAB                                                             |
| 33       | Falai miña amor                                        | villancet (portuguès) | SMM, JMM, KHE, TNC, CHA, SEN, EMF, CAV, WAL, GAR, CAB, GRC                          |
| 34       | Poys dezeys que me quereys (2 versions)                | villancet (portuguès) | KHE, PAN, CAB                                                                       |
| 35       | Durandarte, durandarte / Palabras son lisongeras       | romanç                | SMM, KHE, DUF, CUE, ORP, CAB                                                        |
| 36       | Sospirastes, baldovinos / Si te vas conmigo en francia | romanç                | SMM, JMM, KHE, TNC, CHA, ORP                                                        |
| 37       | Amor che nel mio pensier                               | sonet (italià)        | KHE                                                                                 |
| 38       | Porta chiascun nela fronte                             | sonet (italià)        |                                                                                     |
| 39       | Nova angeleta sovra l'ale accorta                      | sonet (italià)        | SMM, KHE                                                                            |
| Libro II |                                                        |                       |                                                                                     |
| 40       | Fantasia XXIII                                         | fantasia              |                                                                                     |
| 41       | Fantasia XXIV                                          | fantasia              |                                                                                     |
| 42       | Fantasia XXV                                           | fantasia              | KHE                                                                                 |
| 43       | Fantasia XXVI                                          | fantasia              | KHE, SAV, WIL                                                                       |
| 44       | Fantasia XXVII                                         | fantasia              | NIS                                                                                 |
| 45       | Fantasia XXVIII                                        | fantasia              |                                                                                     |
| 46       | Fantasia XXIX                                          | fantasia              |                                                                                     |
| 47       | Fantasia XXX                                           | fantasia              |                                                                                     |
| 48       | Fantasia XXXI                                          | fantasia              | KHE                                                                                 |
| 49       | Fantasia XXXII                                         | fantasia              |                                                                                     |
| 50       | Fantasia XXXIII                                        | fantasia              |                                                                                     |
| 51       | Fantasia XXXIV                                         | fantasia              |                                                                                     |
| 52       | Fantasia XXXV                                          | fantasia              | JMM, WIL                                                                            |
| 53       | Tento I                                                | tiento                | SMI, SAV, WIL, ABT, BRE                                                             |
| 54       | Tento II                                               | tiento                | SMI, ABT                                                                            |
| 55       | Tento III                                              | tiento                | ABT                                                                                 |
| 56       | Tento IV                                               | tiento                | SMI, JMM, KHE                                                                       |
| 57       | Fantasia XXXVI                                         | fantasia              |                                                                                     |
| 58       | Fantasia XXXVII                                        | fantasia              |                                                                                     |
| 59       | Fantasia XXXVIII                                       | fantasia              | SAV                                                                                 |
| 60       | Fantasia XXXIX                                         | fantasia              |                                                                                     |
| 61       | Fantasia XL                                            | fantasia              | SAV, MTO                                                                            |
| 62       | Al amor quiero vencer (2 versions)                     | villancet (castellà)  | SMM, KHE, CHA                                                                       |
| 63       | Aquel cavallero madre (2 versions)                     | villancet (castellà)  | SMM, KHE, EMC, BER, VIC, GAR, CAB, GRC                                              |
| 64       | Amor que tan bien sirviendo (2 versions)               | villancet (castellà)  | SMM, KHE, GRC                                                                       |
| 65       | Levayme, amor, d'aquestra terra (2 versions)           | villancet (portuguès) | SMM, KHE                                                                            |
| 66       | Un cuydado que mia vida ten (2 versions)               | villancet (portuguès) | KHE, CAB                                                                            |
| 67       | Perdida tenyo la color (2 versions)                    | villancet (portuguès) | SMM, KHE, CUE, PAN, GIS, WAL, CAB, JOS                                              |
| 68       | Con pavor recordo el moro / Mi cama las duras peñas    | romanç                | SMM, TNC, CHA, PZA, HES, EMF, WAL                                                   |
| 69       | Triste estava muy quexosa                              | romanç                | SMM, KHE                                                                            |
| 70       | O gelosia d'amanti                                     | sonet (italià)        | SMM, PZA                                                                            |
| 71       | Madonna per voi ardo                                   | sonet (italià)        | SMM, JMM, CAB                                                                       |
| 72       | Gentil mia donna                                       | sonet (italià)        | SMM, KHE                                                                            |

## Discografia
La següent discografia s'ha ordenat per any d'enregistrament, però la referència és la de l'edició més recent en CD. No s'inclouen les recopilacions, només els discos originals.
- 1944 - [REC] Recital Andrés Segovia. Andrés Segovia. La edición en CD viene acoplada junto con otras grabaciones en: Andres Segovia & his contemporaries, Vol. 4. Doremi Records
- 1950 - [CUE] Italian Songs (16th and 17th Centuries) - Spanish Songs (16th Century). Leeb Cuénod. Dades a medieval.org - (anglès). La edición en CD viene acoplada junto con otras grabaciones en: Hugues Cuénod - Vol. 6 - Des Troubadours à la romanç. Lys 213. Dades a medieval.org - (anglès)
- 1952 - [CON] An Andrés Segovia Concert. Andrés Segovia. La edición en CD viene acoplada junto con otras grabaciones en: The Art of Andres Segovia - Rare Recordings (1952 - 1954). IDI Idis 6478
- 1952 - [PRO] An Andrés Segovia Programme. Andrés Segovia. Decca DL 9647 (LP)
- 1960 - [VIC] Victoria de los Angeles - Spanish Songs of the Renaissance. Victoria de los Ángeles. Ars Musicae de Barcelona. José Maria Lamaña. Dades a medieval.org - (anglès). La edición en CD viene acoplada junto con otras grabaciones en: Victoria de los Angeles - Songs of Spain. EMI Classics 7243 5 66 937 2 2 (4 CD). Dades a medieval.org - (anglès)
- 1961 - [MAE] Maestro. Andrés Segovia. La edición en CD viene acoplada junto con otras grabaciones en: Segovia: The Great Master. Deutsche Grammophon 028947496120
- ???? - [ROM] The Royal Family of the Spanish Guitar. The Romeros. Philips - Mercury Living Presence 028943438520
- 1968 - [AMB] Le Moyen-Age Catalan. Ars Musicae de Barcelona. Eric Gispert. Harmonia mundi HMA 190 051. Dades a medieval.org - (anglès)
- 1968 - [GIS] La música en la Corte Española de Carlos V. Ars Musicae de Barcelona. Eric Gispert. MEC - 1004 CD
- 1968 - [SEG] The unique art of Andrés Segovia. Andrés Segovia. La edición en CD viene acoplada junto con otras grabaciones en: The Segovia Collection, Vol. 3. Deutsche Grammophon 028947460923
- 1969 - [FRE] Spanish vihuelists of the 16th century I. Jorge Fresno. Hispavox HHS 5 (LP). Dades a medieval.org - (anglès). Hay una edición parcial en CD, acoplado con otras grabaciones: Vihuelistas Españoles (S. XVI)
- 1971 - [ULS] Tanzmusik der Renaissance. Konrad Ragossnig. Ulsamer Collegium. Josef Ulsamer. Dades a medieval.org - (anglès). La edición en CD viene acoplada junto con otras grabaciones en: Archiv Produktion 439 964-2. Dades a medieval.org - (anglès)
- 1972 - [PZA] Spanish vihuelists of the 16th century IV. Anne Perret i Rodrigo de Zayas. Hispavox HHS 15 (LP). Dades a medieval.org - (anglès)
- 1973 - [EMC] Music from the court of Ferdinand and Isabella. Early Music Consort of London. David Munrow. Dades a medieval.org - (anglès). La edición en CD viene acoplada junto con otras grabaciones en: Testament SBT 1251. Dades a medieval.org - (anglès)
- 1974 - [BER] Old Spanish Songs. Spanish songs from the Middle Ages and Renaissance. Teresa Berganza i Narciso Yepes. Dades a medieval.org - (anglès). La edición en CD viene acoplada junto con otras grabaciones en: Deutsche Grammophon 435 648-2. Dades a medieval.org - (anglès)
- 1975 - [PLA] Danzas del Renacimiento. Conjunto instrumental "Pro Música Hispaniarum". Roberto Pla. Hispavox CDM 5 65726 2. Dades a medieval.org - (anglès)
- 1975 - [RAG] Musik für Laute: III. Spanien. Konrad Ragossnig. La edición en CD viene acoplada junto con otras grabaciones en: Archiv Produktion 447 727-2 (4 CD). Dades a medieval.org - (anglès)
- 1976 - [JOR] Weltliche Musik im Christlichen und Jüdischen Spanien (1450-1550). Music from christian & jewish Spain. Hespèrion XX. Jordi Savall. Virgin Veritas 61591 (2 CD). Dades a medieval.org - (anglès)
- 1976 - [INS] Instruments of Middle Ages and Renaissance. Early Music Consort of London. David Munrow. Yamano Music YMCD 1031-1032 (2 CD). Dades a medieval.org - (anglès)
- 1979 - [PAN] Villancicos - Chansons populaires espagnoles des XVe et XVIe siècles. Atrium Musicae de Madrid. Gregorio Paniagua. Harmonia mundi HMA 190 1025. Dades a medieval.org - (anglès)
- 1984 - [SMI] Luys Milan, El Maestro, 1536. I. Musica de vihuela. Hopkinson Smith. Astrée (Auvidis) E 7748. Dades a medieval.org - (anglès)
- 1984 - [SMM] Luys Milan, El Maestro, 1536. II. Sonetos, Villancicos y romançs. Hopkinson Smith y Montserrat Figueras. Astrée "Naïve" ES 9976. Dades a medieval.org - (anglès)
- 1990 - [CRC] Bartomeu Càrceres - Anonymes XVIe siècle. Villancicos & Ensaladas. La Capella Reial de Catalunya. Jordi Savall. Astrée (Naïve) ES 9951. Dades a medieval.org - (anglès)
- 1990 - [JUL] Guitarra: The Guitar in Spain. Julian Bream. RCA
- 1991 - [RUM] Music of the Spanish Renaissance. Shirley Rumsey. Naxos 8.550614. Dades a medieval.org - (anglès)
- 1992 - [DEL] Henry Purcell: Olinda. Theatre Music & Sacred Songs. Alfred Deller. Deller Consort. Harmonia Mundi
- 1993 - [GOT] The Voice in the Garden. Spanish Songs and Motets, 1480-1550. Gothic Voices. Christopher Page. Hyperion 66653. Dades a medieval.org - (anglès)
- 1993 - [SAT] The Art Of Spanish Variations. Toyohiko Satoh. Channel Classics
- 1993 - [WAL] Ay de Mi!. Music for Vihuela and Voice. Frank Wallace. Centaur
- 1993 - [ROL] Renaissance Fantasias. Anthony Rooley. Hyperion
- 1993 - [GAR] Trois Siecles de Melodies Espagnoles. Jean-Patrice Brosse, Isabel Garcisanz. Arion
- 1994 - [GUI] La Guitarra Española I (1536-1836). José Miguel Moreno. Glossa 920103
- 1995 - [SAV] Lluís del Milà: Fantasies, Pavanes & Gallardes. Jordi Savall, Andrew Lawrence-King, etc. Astrée (Naïve) ES 9927. Dades a medieval.org - (anglès)
- 1995 - [IAD] The Art of the Lute. Joseph Iadone. Lyrichord Discs
- 1995 - [FIS] Guitar Fantasies. Eliot Fisk. Music Masters Jazz
- 1995 - [JOS] Sweet was the Song. L'Ensemble Josquin. Nightwatch
- 1996 - [BRE] Music Of Spain: Milán, Narváez. Julian Bream. RCA
- 1996 - [OLA] Mudejar. Begoña Olavide y otros. MA Records MA 042A. Dades a medieval.org - (anglès)
- 1996 - [WIL] Milán - Narváez: Music for vihuela. Christopher Wilson. Naxos 8.553523.
- 1996 - [ABT] Dreams of a lost era. Spanish Renaissance Music. Walter Abt. Koch Schwann 3-1426-2
- 1997 - [CHA] Music for Philip of Spain and his four wives. Charivari agréable, Nicki Kennedy, Rodrigo del Pozo. Signum 006. Dades a medieval.org - (anglès)
- 1998 - [KHE] Luis Milan: El Maestro (1536). Songs & Vihuela Solos. Catherine King i Jacob Heringman. ASV Gaudeamus 183
- 1998 - [EMF] De Antequera sale un moro. Musique de l'Espagne chrétienne, maure et juive vers 1492. Ensemble Música Ficta. Carlos Serrano. Jade 74 321 79256-2. Dades a medieval.org - (anglès)
- 1999 - [PEP] Songs My Father Taught Me. Pepe Romero. Philips 456585
- 1999 - [CAV] Canto del Cavallero. José Miguel Moreno. Glossa 920101. Dades a medieval.org - (anglès)
- 2000 - [LON] Milan: El Maestro. Works For Vihuela. Massimo Lonardi. Agorá Musica 195
- 2000 - [SEN] A la Música. Canciones del Renacimiento. Dúo Senti. Dúo Senti 1. Dades a medieval.org - (anglès)
- 2000 - [RIV] Tañer de Gala. Música para vihuela de mano. Juan Carlos Rivera. Cantus C 9631.
- 2000 - [KIR] Lute Music for Witches and Alchemists. Lutz Kirchhof. Sony
- 2000 - [GRC] Plaser i gasajo. Música del Renacimiento. Garçimuñoz. Rómulo Vega González, dir. Universidad de Costa Rica. www.garcimunoz.com
- 2000 - [PAT] Chacona. Renaissance Spain in the Age of Empire. Christa Patton. Ex Umbris. Dorian Recordings
- 2001 - [TNC] ¡Baylado!. Music of Renaissance Spain. The Terra Nova Consort. Dorian 90298. Dades a medieval.org - (anglès)
- 2002 - [DUF] Cancionero. Music for the Spanish Court 1470-1520. The Dufay Collective. Avie AV0005. Dades a medieval.org - (anglès)
- 2003 - [JMM] Milan: Fantasia. José Miguel Moreno y Eligio Quinteiro. Glossa "Platinum" 30110. Dades a medieval.org - (anglès)
- 2003 - [MAR] Luis Milan - El Maestro. Edward Martin. Magnatune
- 2003 - [CAB] Songs of the Spanish Renaissance, Vol. 1. Montserrat Caballé, Manuel Cubedo. RCA
- 2004 - [BUN] Canción y Danza. Frank Bungarten. MD&G Records
- 2004 - [NIS] Tañer fantasia. Música ibérica para tecla. Marie Nishiyama. Enchiriadis EN 2007
- 2004 - [MTO] O gloriosa domina. Shigeo Mito. N&S AVANCE NSCD-54501
- 2004- [DEL] Delphín. Frank Wallace. Gyre Music 10042
- 2005 - [SEG] The Spanish Guitar: Music from 1535-1962. Emanuele Segre. Delos Records
- 2005 - [HES] Don Quijote de la Mancha. romançs y Músicas. Hespèrion XXI. La Capella Reial de Catalunya. Jordi Savall. Alia Vox AVSA 9843 A+B (2 SACD-H). Dades a medieval.org - (anglès)
- 2005 - [SOL] The Renaissance Album. Göran Söllscher. Deutsche Grammophon 00289 477 5726
- 2005 - [ORP] Música en el Quijote. Orphénica Lyra. José Miguel Moreno. Glossa GCD 920207
- 2005 - [LAU] Ay Luna. Música española del Siglo de Oro. Guillemette Laurens. Unda Maris. Alpha 064
- 2006 - [FLA] Dulcis Melancholia. Biografía musical de Marguerite d'Autriche. Capilla Flamenca. Musique En Wallonie 0525
- 2008 - [MTL] Let's Travel around Europe by Lute Music Part 1 - The Renaissance Era. Shigeo Mito. Musea Parallèle MP3082. AR